# Extremoplusia megaloba
Extremoplusia megaloba är en fjärilsart som beskrevs av George Francis Hampson 1912. Extremoplusia megaloba ingår i släktet Extremoplusia och familjen nattflyn. Inga underarter finns listade i Catalogue of Life.